# City Hall (Singapur)
Die City Hall (malaiisch: Dewan Bandaraya; chinesisch: 政府 政府; tamilisch: நகர நகர) in Singapur ist ein nationales Denkmal, das am 14. Februar 1992 eingeweiht wurde. Es befindet sich vor dem historischen Padang und neben dem Obersten Gerichtshof von Singapur. Es wurde von 1926 bis 1929 von den Architekten der Singapore Municipal Commission, A. Gordans und FD Meadows entworfen und gebaut. Eine Treppe führt Besucher von der korinthischen Kolonnade zum Hauptgebäude. Das Gebäude wurde gebaut, um mehrere Häuser zu ersetzen, die vom Architekten G. D. Coleman entworfen wurden. Es wurde zuerst als städtisches Gebäude bis 1951 bekannt, als Singapur Stadtstatus von König George VI bewilligt wurde.

## Geschichte
Das städtische Gebäude wurde vom städtischen Architekten SD Meadows und dann von Alexander Gordon, der 1925 die Position übernahm, geplant und entworfen. Die Londoner Baufirma Perry and Co. (Overseas) Ltd. begann den Bau 1926 und stellte das Gebäude 1929 fertig. Im April bezog die Gemeinde ihr neues Zuhause. Der Gouverneur Hugh Clifford eröffnete am 23. Juli 1929 offiziell das neue Gemeindegebäude. Während des Zweiten Weltkriegs, als die Japaner Singapur besetzten, verwalteten sie die bürgerlichen Angelegenheiten des Gemeindegebäudes. Politische Angelegenheiten wurden bereits im Gebäude durchgeführt. Im Jahr 1943 rief Subhas Chandra Bose, der Anführer der indischen Nationalarmee, zur Unterstützung der Japaner auf, um Indien bei der Unabhängigkeit von der britischen Herrschaft im Gemeindehaus zu unterstützen. Britische Kriegsgefangene wurden vor dem Gebäude zusammengetrieben, um zu Kriegsgefangenenlagern wie dem Changi-Gefängnis und Selarang zu marschieren. Am 12. September 1945 ergab sich der japanische General Itagaki 1945 Lord Mountbatten, um den Zweiten Weltkrieg in Singapur zu beenden. Nachdem Singapur den Status als Stadt erhalten hatte, wurde das Gebäude 1951 in „City Hall“ umbenannt.
1959 erklärte der damalige Premierminister Lee Kuan Yew die Selbstverwaltung in der City Hall. Es war auch das erste Mal, dass die Menschen in Singapur die neue Nationalhymne hörten und ihre Nationalflagge sahen. Lee und seine acht Kabinettsminister wurden dann vor dem ersten Staatsoberhaupt Singapurs, Yusof bin Ishak, in der City Hall vereidigt. Lee Kuan Yew las 1963 die Malaysia-Proklamation in der City Hall vor und erklärte, Singapur stehe nicht mehr unter britischer Herrschaft. Das Volk feierte den ersten Malaysia-Tag im Padang, das sich außerhalb des Rathauses befand. Als Singapur nicht mehr zu Malaysia gehörte, wurde dort 1966 die erste Parade zum Nationalfeiertag abgehalten. Die Stufen des Rathauses werden auch als VIP-Sitzbereich genutzt, als dort Paraden zum Nationalfeiertag abgehalten wurden.
Im Jahr 1987 wurde das Gebäude einer umfassenden Modernisierung unterzogen, um die Unterbringung von Regierungsbüros zu ermöglichen. 1988 wurden zwölf Gerichtssäle des Rathauses an den Obersten Gerichtshof verlegt. Diese Restaurierungsarbeiten wurden 1994 von der Stadtverwaltung mit dem Good Effort Award ausgezeichnet. Die City Hall war der Ort, an dem Ministerpräsident Goh Chok Tong 1990 seine Einweihungsfeier und die Vereidigung seines Kabinetts abhielt. Das Gebäude wurde im Laufe der Jahre auch für viele Regierungsveranstaltungen genutzt und diente als Veranstaltungsort für die Singapore Biennale und für die Tagungen des IMF und der Weltbank, als sie 2006 in Singapur stattfanden.
Im Jahr 2015 wurde das Gebäude zusammen mit dem ehemaligen Obersten Gerichtshof zur National Gallery Singapore umgebaut.